# Stay (canción de The Kid Laroi y Justin Bieber)
«Stay» (estilizado en mayúsculas, en español; «Permanecer») es una canción del artista australiano The Kid Laroi y del cantante canadiense Justin Bieber. Fue lanzado a través de Grade A Productions y Columbia Records el 9 de julio de 2021 como el sencillo principal del mixtape de Laroi, F*ck Love 3: Over You. La canción fue producida por Cashmere Cat, Charlie Puth, Omer Fedi y Blake Slatkin. Fue escrito por los dos artistas y los productores, junto con los miembros de FnZ Michael Mule e Isaac De Boni y Haan. La canción marca la segunda colaboración de ambos, después de «Unstable», una pista del sexto álbum de estudio de Bieber Justice, lanzado en marzo de 2021.
Logró alcanzar el puesto número uno en el Billboard Hot 100, convirtiéndose en el primer número uno en la lista de Laroi y en el octavo de Bieber. La canción también encabezó el Billboard Global 200 manteniendo sé 11 semanas siendo la 4.ª canción con más semanas en dicha posición del Billboard Global 200 y siendo la canción más exitosa del 2021. Además alcanzó el número 1 en Alemania, Australia, Austria, Canadá, República Checa, Dinamarca, Finlandia, Islandia, India, Malasia, Países Bajos, Polonia, Noruega, Nueva Zelanda, Singapur, Eslovaquia y Suecia. También ha alcanzado su punto máximo entre los diez primeros en otros 27 países.

## Antecedentes
El 20 de septiembre de 2020, Laroi compartió un fragmento de la canción en una transmisión de Instagram, seguido de un fragmento más largo en mejor calidad que fue visto previamente en el de Rolling Loud el 29 de octubre de 2020. La participación de Bieber fue revelada el 31 de octubre de 2020. El 2 de junio de 2021, la canción se filtró por completo en un servidor de discord.
«Stay» marca el primer sencillo importante de Kid Laroi como artista principal en 2021 y de Justin Bieber como artista principal desde el lanzamiento de su Ep Freedom que se lanzó en abril de 2021. El 3 de junio de 2021 Scooter Braun, quien ha sido el mánager de Bieber desde el comienzo de su carrera, también se convirtió en el mánager de Laroi.
Laroi tenía la canción desde hace un año. Creó la canción mientras pasaba el rato con los productores Blake Slatkin, Omer Fedi y Charlie Puth en la casa de Slatkin. Puth tocó la melodía de la canción en el teclado solo por diversión, pero a Laroi terminó gustándole y quiso incluirla en el software de producción Avid Pro Tools para usarla para crear una canción. Sintió que "probablemente era la forma más orgánica de hacer una canción que he hecho jamás". Laroi pensó que Bieber "sonaría perfecto", así que fue al estudio en el que graba Bieber; terminaron de grabar la canción, pero Bieber dudaba sobre si su voz sonaba bien o no.

## Composición y letra
«Stay» es una canción Pop, hip pop y pop rock impulsada por sintetizadores que incorpora teclas de piano y tambores pesados. Sobre una celda melódica repetida, Laroi y Bieber cambian entre voz de cabeza y voz de pecho en una sexta menor. Jon Caramanica de The New York Times describió la pista como una hibridación "hiper-elegante" de new wave o  pop punk. Algunos críticos encontraron similitudes entre «Stay» y algunas canciones que salen en el álbum Justice, como por ejemplo Justin Curto de Vulture que comparó el sonido de la canción con el sencillo de Justin «Hold On» y las pistas del álbum «Die for You» y «Somebody».
La canción trata sobre la historia de una relación problemática en la cual el hombre tiene la culpa, canta sobre sus promesas incumplidas y le ruega a su pareja que se quede con él. El verso de Bieber se hace eco a sus sentimientos similares mientras canta de como no puede vivir sin su amado: "Cuando estoy lejos de ti, extraño tu toque / Tú eres la razón por la que creo en el amor." La canción alcanza el clímax cuando las voces de Laroi y Bieber se unen en el último coro.

## Lanzamiento y promoción
El 16 de junio de 2021, Laroi y Bieber estaban insinuando una nueva colaboración. Antes de su lanzamiento, Laroi y Bieber se burlaron de la canción varias veces en sus respectivas cuentas de redes sociales publicando fragmentos y burlándose de la letra. Laroi también había declarado previamente en las redes sociales que Ron Perry, el jefe del sello de Columbia Records no lanzaría la canción, a lo que Laroi pidió a sus fanes que enviaran spam repetidamente a Ron Perry en Instagram, lo que con suerte cambiaría de opinión. en liberarlo. El 27 de junio de 2021 Laroi publicó una foto de él en un partido de baloncesto en su Instagram, sosteniendo un trozo de papel que tenía escrito el título de la canción y la fecha de lanzamiento en ese entonces cuestionable, a la que el cantautor estadounidense Charlie Puth; quien es uno de los productores de la canción, comentó "Yessssssssss". Tres días después, Laroi compartió un enlace de pedido anticipado para revelar la portada, que se publicaría al día siguiente.
El video musical fue dirigido por Colin Tilley, se estrenó junto con el lanzamiento de la canción a la medianoche del 9 de julio de 2021. Elisa Talbot fue la directora de fotografía mientras Jack Winter lo produjo, Jamee Ranta y Tilley fueron los productores ejecutivos.

## Recepción de la crítica
La canción recibió críticas generalmente positivas de los críticos. Al escribir para The New York Times, Jon Caramanica encontró que era "extremadamente efectivo", considerándolo una combinación más efectiva de Laroi y Bieber que en «Unstable» de Justice. Tyler Jenke de Rolling Stone Australia escribió que "la nueva y elegante melodía es sin duda alguna que está a la altura de las expectativas". Jordan Rose de Complex cree que la pista tiene a Laroi y Bieber "apoyándose en sus puntos fuertes". Alex Zidel de HotNewHipHop sintió que la canción es "tan contagiosa como uno esperaría" y piensa que puede ser "una oferta de pop sólida para el verano". Jason Lipshutz de Billboard opinó que la canción "parece que debería llevar a Laroi a un nuevo nivel" de estrellato. Justin Curto, de Vulture, llamó a la pista "un golpe pop lleno de energía y lleno de sintetizadores". La escritora colaboradora de Uproxx, Carolyn Droke, declaró que la combinación de "pista boyantes" de un "coro eufórico y un ritmo de conducción" la convertirá en "la próxima canción del verano". Robert Rowat de CBC Music elogió la asociación de Laroi y Bieber como "una de las mejores sorpresas del año" y dijo que la canción "capitaliza las habilidades de ambos cantantes como falsetistas". Chris DeVille de Stereogum describió la canción como "maníacamente pegadiza" y pensó que musicalmente se siente como Laroi". Justin Curto de Vulture calificó la pista como "un golpe pop lleno de energía y lleno de sintetizadores". Sin embargo, más tarde criticó la canción por ser "uno de los trabajos más anónimos de Laroi hasta el momento" y concluyó que "fácilmente podría ser un éxito para The Weeknd o Post Malone ".

## Actuaciones en vivo
Ambos artistas la tocaron por primera vez en vivo el 9 de julio de 2021 durante una presentación de Bieber en el Encore Theatre, Wynn Las Vegas.  Esa misma presentación se subió al canal de YouTube de Laroi.  La segunda vez que la interpretaron fue un día después en la gran inauguración del nuevo club de cena del hotel Delilah. También la interpretaron en el Festival Made In America el domingo 5 de septiembre de 2021. El 12 de septiembre de 2021, tocaron la canción en los MTV Video Music Awards 2021 desde Barclays Center en Brooklyn. El 29 de octubre de 2021, Laroi interpretó una versión en piano del tema en vivo en Jimmy Kimmel Live!. El 12 de noviembre, Laroi participó en el Vevo Lift, donde interpretó la canción al igual que otras de sus canciones «Still Chose You» y «Over You».

## Rendimiento comercial
En Australia, el país natal de Laroi, debutó en el número uno en la lista de sencillos ARIA durante la semana del 19 de julio de 2021. Se convirtió su segundo número uno después de que «Without You» encabezara el listado durante una semana en mayo y el quinto de Bieber como artista principal. Se mantuvo en ese lugar por once semanas consecutivas.
En la lista de sencillos de Nueva Zelanda, debutó en la posición número uno, asegurando el primer número uno de Laroi allí y el undécimo de Bieber en general.
En la lista de sencillos del Reino Unido debutó en el número cinco, convirtiéndose en el segundo éxito entre los 10 primeros de Laroi y en el 27 de Bieber. Subió tres lugares hasta el número dos una semana más tarde, colocándose debajo de «Bad Habits» de Ed Sheeran, y se convirtió su canción más alta en la región junto con «Without You».
En Irlanda, la canción debutó en el número tres en la lista de sencillos irlandeses como la nueva entrada más alta de la semana. La pista se convirtió en el 60° sencillo top 50 de Bieber. La canción subió un lugar la semana siguiente a un nuevo pico en el número dos detrás de «Bad Habits», se convirtió en la canción de Laroi en las listas de éxitos más altos en Irlanda.
En los Estados Unidos, debutó en el número tres en el Billboard Hot 100, comenzando con 34,7 millones de transmisiones, 12,9 millones en audiencia de radio y 12.000 en ventas. Entró en la cima de la lista de Streaming Songs, convirtiéndose en el primer líder de Laroi y el sexto de Bieber allí, y en el número cinco en la lista de ventas de canciones digitales. A su vez, Kid Laroi obtuvo su tercer top 10 en el Hot 100 y un nuevo mejor pico, superando al anterior que era el número ocho de «Without You» con Miley Cyrus. Además de que Bieber consiguiera su 24.º top 10 en la lista, se convirtió en el artista más joven en tener 100 entradas en el Hot 100 a los 27 años y cuatro meses de edad. En la semana del 14 de agosto, la canción logró alcanzar el número uno, siendo este el primer nro. 1 de Laroi y el octavo de Bieber. Se mantuvo en la posición número uno durante cuatro semanas consecutivas, superando a «Sorry» como el encabezamiento más largo de Bieber como artista principal y segundo más largo en general después de «Despacito», logró mantenerse siete semanas no consecutivas en el uno. La canción también se convirtió en el primer número uno de Laroi en la lista Pop Airplay, mientras que Bieber empató a Bruno Mars en el puesto con más número uno en la lista entre los hombres solistas con nueve cada uno. En el Top 100 de Rolling Stone, la canción le valió a Laroi su primer número uno en la semana de apertura con 30,8 millones de reproducciones. Pasó siete semanas seguidas en el número uno de la lista, convirtiéndose en la tercera canción en hacerlo después de «The Box» de Roddy Ricch y «Good 4 U» de Olivia Rodrigo.
"Stay" también encabezó las listas en Canadá, los Países Bajos, Noruega, y Suecia, y alcanzó su punto máximo dentro del top 10 en Austria, Bélgica, la República Checa, Dinamarca, Finlandia, Alemania, India, Portugal, Singapur, Eslovaquia, y Suecia. La canción debutó en el número dos en el Billboard Global 200 detrás de «Permission to Dance» de BTS. Se inauguró con 76,3 millones de transmisiones y 18.600 vendidas en todo el mundo. En su tercera semana, la canción ascendió al nro. 1 con 75.1 millones de transmisiones y 13,900 ventas, marcando el primer nro. 1 de Laroi y el segundo de Bieber después de «Peaches». Más tarde encabezó el Billboard Global Excl. Estados Unidos el 21 de agosto de 2021, destronando a «Bad Habits»

## Créditos y personal
Créditos adaptados de Tidal.
- The Kid Laroi - voz, composición
- Justin Bieber - voz, composición
- Blake Slatkin - composición, producción, bajo, guitarra, teclados, programación
- Cashmere Cat - composición, producción, teclados, programación
- Charlie Puth - composición, producción, teclados, programación
- Omer Fedi - composición, producción, bajo, guitarra, teclados, programación
- Isaac De Boni - composición
- Michael Mule - composición
- Subhaan Rahmaan - composición
- Heidi Wang - ingeniería
- John Hanes - ingeniería
- Chris Athens - masterización
- Serban Ghenea - mezcla
- Elijah Marrett-Hitch - ingeniería de registros
- Josh Gudwin - ingeniería discográfica, producción vocal

## Posiciones

### Semanal
| listas (2021-2022)                           | posición |
| -------------------------------------------- | -------- |
| Alemania (Offizielle Deutsche Charts)        | 1        |
| Argentina (Argentina Hot 100)                | 1        |
| Australia (ARIA)                             | 1        |
| Austria (Ö3 Austria Top 40)                  | 1        |
| Bélgica (Flandes) (Ultratop 50)              | 1        |
| Bélgica (Valonia) (Ultratop 50)              | 1        |
| Bolivia (Monitor Latino)                     | 7        |
| Canadá (Canadian Hot 100)                    | 1        |
| Canadá AC (Billboard)                        | 8        |
| Canadá CHR/Top 40 (Billboard)                | 1        |
| Canadá Hot AC (Billboard)                    | 2        |
| Comunidad de Estados Independientes (Tophit) | 2        |
| Corea del Sur (Gaon)                         | 1        |
| Croacia (HRT)                                | 6        |
| Dinamarca (Tracklisten)                      | 1        |
| Ecuador (Monitor Latino)                     | 18       |
| El Salvador (Monitor Latino)                 | 1        |
| Eslovaquia (Singles Digitál Top 100)         | 1        |
| Eslovaquia (Singles Digitál Top 100)         | 1        |
| España (PROMUSICAE)                          | 11       |
| Estados Unidos (Billboard Hot 100)           | 1        |
| Estados Unidos (Adult Contemporary)          | 7        |
| Estados Unidos (Adult Top 40)                | 1        |
| Estados Unidos (Dance/Mix Show Airplay)      | 2        |
| Estados Unidos (Mainstream Top 40)           | 1        |
| Estados Unidos Rhythmic (Billboard)          | 1        |
| Estados Unidos Rolling Stone Top 100         | 1        |
| Finlandia (OFC)                              | 1        |
| Filipinas (Billboard)                        | 15       |
| Francia (SNEP)                               | 3        |
| Global 200 (Billboard)                       | 1        |
| Global 200 Excl. US (Billboard)              | 1        |
| Grecia (IFPI)                                | 2        |
| Honduras (Monitor Latino)                    | 7        |
| Hong Kong (Billboard)                        | 18       |
| Hungría (Rádiós Top 40)                      | 1        |
| Hungría (Single Top 40)                      | 3        |
| Hungría (Stream Top 40)                      | 1        |
| India (IMI)                                  | 1        |
| Indonesia (Billboard)                        | 18       |
| Irlanda (IRMA)                               | 2        |
| Islandia (Plötutíðindi)                      | 1        |
| Israel (Media Forest)                        | 1        |
| Italia (FIMI)                                | 3        |
| Japón (Japan Hot 100)                        | 10       |
| Japón (Oricon Combined Singles)              | 11       |
| Letonia (EHR)                                | 1        |
| Líbano (OLT20)                               | 2        |
| Lituania (AGATA)                             | 2        |
| Luxemburgo (Billboard)                       | 10       |
| Malasia (RIM)                                | 1        |
| Mexico Airplay (Billboard)                   | 3        |
| Noruega (VG-lista)                           | 1        |
| Nueva Zelanda (Recorded Music NZ)            | 1        |
| Países Bajos (Dutch Top 40)                  | 1        |
| Países Bajos (Mega Single Top 100)           | 1        |
| Panamá (Monitor Latino)                      | 6        |
| Panamá (PRODUCE)                             | 5        |
| Perú (Monitor Latino)                        | 5        |
| Polonia (Polish Airplay Top 100)             | 1        |
| Portugal (AFP)                               | 3        |
| Puerto Rico (Monitor Latino)                 | 15       |
| Reino Unido (UK Singles Chart)               | 2        |
| República Checa (Rádio Top 100)              | 3        |
| República Checa (Singles Digitál Top 100)    | 1        |
| Rumania (Airplay 100)                        | 11       |
| Rusia Airplay (Tophit)                       | 3        |
| Singapur (RIAS)                              | 1        |
| Sudáfrica (RISA)                             | 2        |
| Suecia (Sverigetopplistan)                   | 1        |
| Suiza (Schweizer Hitparade)                  | 2        |
| Ucrania (Tophit)                             | 44       |
| Uruguay (Monitor Latino)                     | 14       |
| Venezuela (Monitor Latino)                   | 14       |
| Venezuela (Monitor Latino Anglo)             | 1        |
| Venezuela (Record Report)                    | 41       |

| listas (2021)                                     | Posición |
| ------------------------------------------------- | -------- |
| Alemania (Official German Charts)                 | 6        |
| Australia (ARIA)                                  | 2        |
| Austria (Ö3 Austria Top 40)                       | 3        |
| Bélgica (Ultratop Flanders)                       | 7        |
| Bélgica (Ultratop Wallonia)                       | 6        |
| Canadá (Canadian Hot 100)                         | 10       |
| Comunidad de Estados Independientes (Tophit)      | 21       |
| Corea del Sur (Gaon)                              | 21       |
| Croacia (HRT)                                     | 58       |
| Dinamarca (Tracklisten)                           | 5        |
| España (PROMUSICAE)                               | 61       |
| Estados Unidos Billboard Hot 100                  | 12       |
| Estados Unidos Adult Contemporary (Billboard)     | 36       |
| Estados Unidos Adult Top 40 (Billboard)           | 20       |
| Estados Unidos Dance/Mix Show Airplay (Billboard) | 23       |
| Estados Unidos Mainstream Top 40 (Billboard)      | 12       |
| Estados Unidos Rhythmic (Billboard)               | 42       |
| Global 200 (Billboard)                            | 8        |
| Hungría (Rádiós Top 40)                           | 60       |
| Hungría (Single Top 40)                           | 31       |
| Hungría (Stream Top 40)                           | 8        |
| India (IMI)                                       | 2        |
| Irlanda (IRMA)                                    | 7        |
| Italia (FIMI)                                     | 24       |
| Japón (Japan Hot 100)                             | 76       |
| Noruega (VG-lista)                                | 3        |
| Nueva Zelanda (Recorded Music NZ)                 | 8        |
| Países Bajos (Dutch Top 40)                       | 2        |
| Países Bajos (Single Top 100)                     | 2        |
| Polonia (Polish Airplay Top 100)                  | 26       |
| Portugal (AFP)                                    | 14       |
| Rusia Airplay (Tophit)                            | 36       |
| Suecia (Sverigetopplistan)                        | 7        |
| Suiza (Schweizer Hitparade)                       | 12       |
| Reino Unido Singles (OCC)                         | 7        |

## Premios y nominaciones
| Año  | Ceremonia de premiación         | Categoría                          | Resultado | Ref.            |
| ---- | ------------------------------- | ---------------------------------- | --------- | --------------- |
| 2021 | ARIA Music Awards               | Mejor Artista                      | Ganador   | [ 162 ]         |
| 2021 | ARIA Music Awards               | Mejor lanzamiento pop              | Ganador   | [ 162 ]         |
| 2021 | BreakTudo Awards                | Colaboración Internacional         | Ganador   | [ 163 ]         |
| 2021 | MTV Video Music Awards          | Canción del verano                 | Nominado  | [ 164 ]         |
| 2021 | MTV Europe Music Awards         | Canción de año                     | Nominado  | [ 165 ]         |
| 2021 | MTV Europe Music Awards         | Mejor Colaboración                 | Nominado  | [ 165 ]         |
| 2021 | NRJ Music Awards                | Canción Internacional del Año      | Nominado  | [ 166 ]         |
| 2021 | NRJ Music Awards                | Colaboración internacional del año | Nominado  | [ 166 ]         |
| 2021 | People's Choice Awards          | Canción de año                     | Nominado  | [ 167 ]         |
| 2021 | People's Choice Awards          | Video del año                      | Nominado  | [ 167 ]         |
| 2021 | People's Choice Awards          | Colaboración del Año               | Ganador   | [ 167 ]         |
| 2022 | APRA Music Awards               | Canción del Año                    | Ganador   | [ 168 ]         |
| 2022 | BMI Pop Awards                  | Canción más interpretada del año   | Ganador   | [ 169 ]         |
| 2022 | Brit Awards                     | Mejor Canción Internacional        | Nominado  | [ 170 ]         |
| 2022 | Billboard Music Awards          | Mejor Canción Hot 100              | Ganador   | [ 171 ] [ 172 ] |
| 2022 | Billboard Music Awards          | Canción con más Streaming          | Ganador   | [ 171 ] [ 172 ] |
| 2022 | Billboard Music Awards          | Canción más Radiada                | Nominado  | [ 171 ] [ 172 ] |
| 2022 | Billboard Music Awards          | Mejor Colaboración                 | Ganador   | [ 171 ] [ 172 ] |
| 2022 | Billboard Music Awards          | Mejor Canción Global 200           | Ganador   | [ 171 ] [ 172 ] |
| 2022 | Billboard Music Awards          | Mejor Canción Global (Excl. U.S.)  | Ganador   | [ 171 ] [ 172 ] |
| 2022 | iHeartRadio Music Awards        | Canción del año                    | Nominado  | [ 173 ] [ 174 ] |
| 2022 | iHeartRadio Music Awards        | Mejor Colaboración                 | Ganador   | [ 173 ] [ 174 ] |
| 2022 | iHeartRadio Music Awards        | Mejor Video Musical                | Nominado  | [ 173 ] [ 174 ] |
| 2022 | iHeartRadio Music Awards        | iHeartRadio Chart Ruler Award      | Ganador   | [ 173 ] [ 174 ] |
| 2022 | iHeartRadio Music Awards        | TikTok Bop del año                 | Nominado  |                 |
| 2022 | Joox Thailand Music Awards      | Canción Internacional del año      | Nominado  | [ 175 ]         |
| 2022 | MTV Video Music Awards          | Canción del año                    | Nominado  | [ 176 ]         |
| 2022 | MTV Video Music Awards          | Mejor Colaboración                 | Nominado  | [ 176 ]         |
| 2022 | MTV Video Music Awards          | Mejores Efectos Visuales           | Nominado  | [ 176 ]         |
| 2022 | Nickelodeon Kids' Choice Awards | Colaboración Favorita              | Ganador   | [ 177 ]         |
| 2022 | Premios Odeón                   | Mejor Canción Internacional        | Nominado  | [ 178 ]         |
| 2022 | Rolling Stone Australia Awards  | Mejor Sencillo                     | Nominado  | [ 179 ]         |

## Historial de lanzamiento
| Región         | Fecha               | Formato                      | Discográfia | Ref.    |
| -------------- | ------------------- | ---------------------------- | ----------- | ------- |
| Varios         | 9 de julio de 2021  | Descarga digital y streaming | Columbia    | [ 180 ] |
| Italia         | 9 de julio de 2021  | Contemporary hit radio       | Sony        | [ 181 ] |
| Australia      | 9 de julio de 2021  | Contemporary hit radio       | Sony        | [ 182 ] |
| Estados Unidos | 20 de julio de 2021 | Contemporary hit radio       | Columbia    | [ 183 ] |

## Certificaciones
| País           | Organismo certificador | Certificación | Ventas certificadas | Ref.    |
| -------------- | ---------------------- | ------------- | ------------------- | ------- |
| Alemania       | BVMI                   | Oro           | 200 000             | [ 184 ] |
| Australia      | ARIA                   | 17× Platino   | 1 190 000           | [ 185 ] |
| Austria        | IFPI Austria           | 2× Platino    | 60 000              | [ 186 ] |
| Bélgica        | BEA                    | 2× Platino    | 80 000              | [ 187 ] |
| Brasil         | Pro-Música Brasil      | 3× Diamante   | 480 000             | [ 188 ] |
| Canadá         | Music Canada           | Diamante      | 800 000             | [ 189 ] |
| Dinamarca      | IFPI Dinamarca         | 4× Platino    | 360 000             | [ 190 ] |
| España         | PROMUSICAE             | 4× Platino    | 240 000             | [ 191 ] |
| Estados Unidos | RIAA                   | 11× Platino   | 11 000 000          | [ 192 ] |
| Francia        | SNEP                   | Diamante      | 333 333             | [ 193 ] |
| Italia         | FIMI                   | 4× Platino    | 400 000             | [ 194 ] |
| México         | AMPROFON               | Platino + Oro | 210 000             | [ 195 ] |
| Noruega        | IFPI Noruega           | 2× Platino    | 120 000             | [ 196 ] |
| Nueva Zelanda  | RMNZ                   | 6× Platino    | 180 000             | [ 197 ] |
| Polonia        | ZPAV                   | 4× Platino    | 200 000             | [ 198 ] |
| Portugal       | AFP                    | 5× Platino    | 50 000              | [ 199 ] |
| Reino Unido    | BPI                    | 3× Platino    | 1 800 000           | [ 200 ] |
| Suiza          | IFPI Suiza             | 3× Platino    | 60 000              | [ 201 ] |
| Streaming      |                        |               |                     |         |
| Corea del Sur  | KMCA                   | 2× Platino    | 200 000 000         | [ 202 ] |
| Grecia         | IFPI Grecia            | 2× Platino    | 4 000 000           | [ 203 ] |
| Japón          | RIAJ                   | 2× Platino    | 200 000 000         | [ 204 ] |
| Suecia         | GLF                    | 5× Platino    | 40 000 000          | [ 205 ] |